# لیندر استرلینگ
لیندر استرلینگ (انگلیسی: Linder Sterling) عکاس، هنرمند، طراح، و موسیقی‌دان اهل بریتانیا است.